# Sufragio femenino en Chile
El sufragio femenino en Chile hace referencia al derecho a votos de las mujeres de este país, que comienza con las elecciones municipales del año 1934. En el año 1949, y tras presiones de las organizaciones de mujeres que exigían derechos civiles y políticos, el gobierno de Gabriel González Videla concede el voto a las mujeres, pero negando la ciudadanía y la posibilidad de voto a las que fueran consideradas de ideología izquierdista-marxista.
El sufragio femenino en Chile fue motivo de controversia desde finales del siglo XIX. Ante esa situación, los legisladores crean el art.40 de la ley de elecciones con el fin de prohibir el voto femenino. A comienzos del siglo XX, intelectuales y letrados chilenos discutían acerca de los posibles efectos del sufragio femenino en la sociedad. Por un lado, se consideraba necesaria la preparación educacional y cultural de la mujer antes de tomar su posición como ciudadana. Por otro lado, los diversos partidos políticos, coincidiendo en que la naturaleza no había capacitado a la mujer para ejercer este derecho, delegaron su función a la esfera privada pues se temía que su intromisión en cuestiones políticas pudiera quebrantar el hogar. Esto no descarta el apoyo por parte de diferentes políticos, pues el Partido Conservador fue el primero en presentar un proyecto de ley de sufragio femenino al Congreso por medio del diputado Luis Undurraga en el año 1917; mientras que los grupos anticlericales pertenecientes a partidos a la centro-izquierda veían negativamente esta hipotética ley, dado que se pensaba que las mujeres apoyarían al ala derechista producto de la formación católica.
Estas ideas iniciales fueron cambiadas gracias a la participación de agrupaciones creadas por mujeres con la finalidad de generar igualdad de género. Las instituciones femeninas que influyeron mayoritariamente son el Partido Cívico Femenino (1922) dirigido por Ester La Rivera Sanhueza, el Partido Demócrata Femenino (1924), la Unión Femenina de Chile (1928), el Movimiento Pro-Emancipación de las Mujeres de Chile o MEMCH (1935) con la dirección inicial de Elena Caffarena  y la Federación Chilena de Instituciones Femeninas más conocido como FECHIF (1944) fundada y dirigida por Amanda Labarca luego del Primer Congreso Nacional de Mujeres.

## Antecedentes

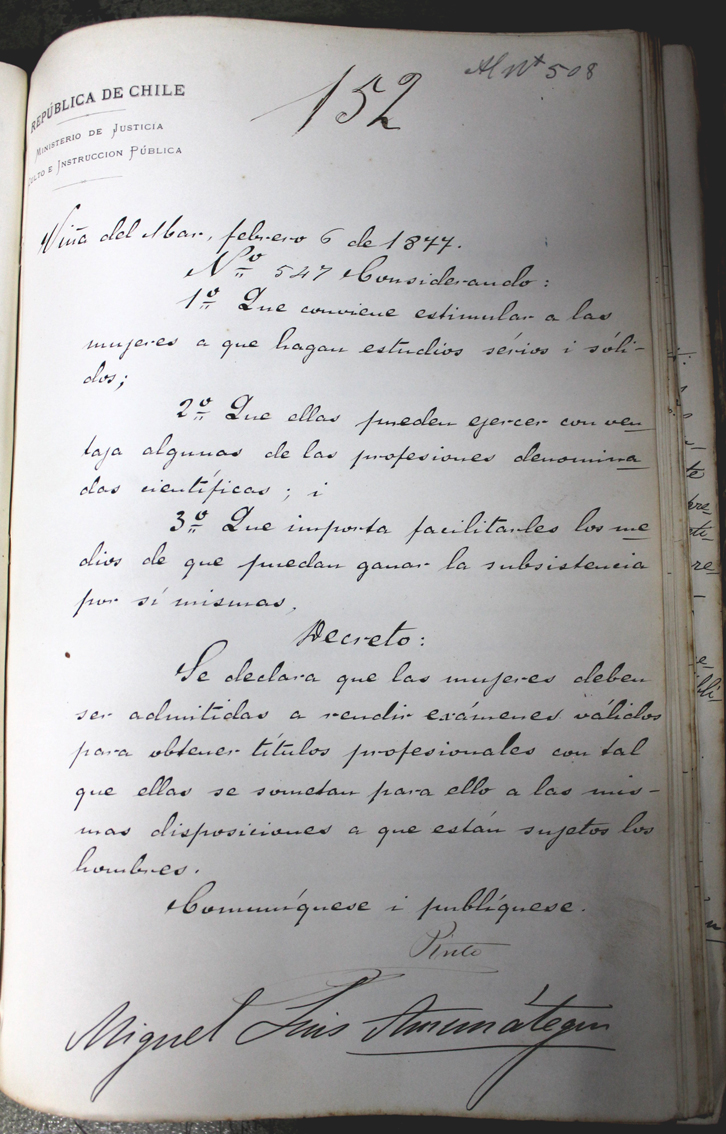
Decreto Amunátegui habilitó a la mujer acceder a los estudios superiores en el año 1887

Se considera como punto de partida el Decreto Amunátegui del 6 de noviembre de 1877, que habilitó a la mujer a realizar estudios universitarios. Surgen poco a poco las profesionales pioneras de distintas áreas, que conceptualizan la inferioridad en que se encuentra la mujer. 
Comienzan a conformar y liderar organizaciones feministas buscando la reivindicación en lo social, en lo político y en lo civil de la mujer.

## Primeros intentos de Registro Electoral
En San Felipe, en el año 1875, se realizó el primer intento formal de un grupo de mujeres de participar en elecciones populares, concurriendo a inscribirse en los registros electorales con el argumento de que la ley no indicaba el sexo del votante.
Fue la Junta Inscriptora de San Felipe la que —por votación de mayoría— decidió inscribir a la ciudadana Domitila Silva y Lepe, viuda de un exgobernador de la misma provincia, pues cumplía los requisitos que la ley electoral de 1874 imponía, es decir: ser chilena y saber leer y escribir.
La autora del libro Catolicismo, Anticlericalismo y la extensión del sufragio de la Mujer en Chile, Erika Maza, puntualiza que dado el razonamiento de esta Junta de Inscripción, más mujeres se inscribieron en otras zonas del país. Algo que también se expresa en trabajos de Teresa Pereira y Germán Urzúa Valenzuela. Estas evidencias del deseo de participar generaron un importante debate al interior de la clase política, que quedó ampliamente plasmada en la prensa de la época, pero finalmente no se les permitió ejercer ese derecho en la ley electoral de 1884.

## Prohibición del sufragio femenino por Ley de Elecciones de 1884
Por lo anterior, la ley de elecciones del 9 de enero de 1884 específica en el artículo 40 n°8 que las mujeres no pueden ser inscritas, a pesar de contar con los requisitos necesarios estipulados en el artículo 39:

ART. 39

     La junta debe inscribir en el registro de electores a los chilenos naturales o legales que lo soliciten y que reúnan los siguientes requisitos:
    1.° Veinticinco años de edad si son solteros, y veintiuno si son casados;
    2.° Saber leer y escribir;
    3.° Habitar en la subdelegación respectiva.
    Se presume de derecho que el que sabe leer y escribir tiene la renta que requiere la ley.

     ART. 40
    No serán inscritos, aún cuando reúnan los requisitos enumerados en el artículo anterior:
    1.° Los que por imposibilidad física o moral no gocen del libre uso de su razón;
    2.° Los que se se hallen en la condición de sirvientes domésticos;
    3.° Los que a la sazón se hallen procesados por crimen o delito que merezca pena aflictiva y los que hayan sido condenados a penas de este género, salvo que hayan obtenido rehabilitación;
    4.° Los que hubieren sido condenados por quiebra fraudulenta y no hubieren sido rehabilitados;
    5.° Los que hubieren aceptado empleos o distinciones de gobiernos extranjeros, sin permiso especial del Congreso, salvo que hayan obtenido rehabilitación del Senado;
    6.° Los individuos enrolados en la policía rural, o que desempeñaren en ella cualquier servicio rentado;
    7.° Las clases y soldados del ejército permanente, de la marina y de los cuerpos de policía;
    8.° Las mujeres; y

     9.° Los eclesiásticos regulares.
Ley de Elecciones 1884

## Ley N° 5357
En mayo de 1931, durante el primer gobierno de Carlos Ibáñez, se aprobó el Decreto con fuerza de ley número 320 que permitió la inscripción en el Registro Municipal de Electores, en particular en el Registro de la Segunda Categoría, a:

Las mujeres de nacionalidad chilena, mayores de veinticinco años, que sepan leer y escribir, y sean propietarias de un bien raíz situado en la comuna de su residencia, figurando inscrito a su nombre en el respectivo Rol de Propietarios de la comuna, y acrediten el pago de la contribución fiscal correspondiente a lo menos por dos semestres inmediatamente anteriores a la fecha de su inscripción

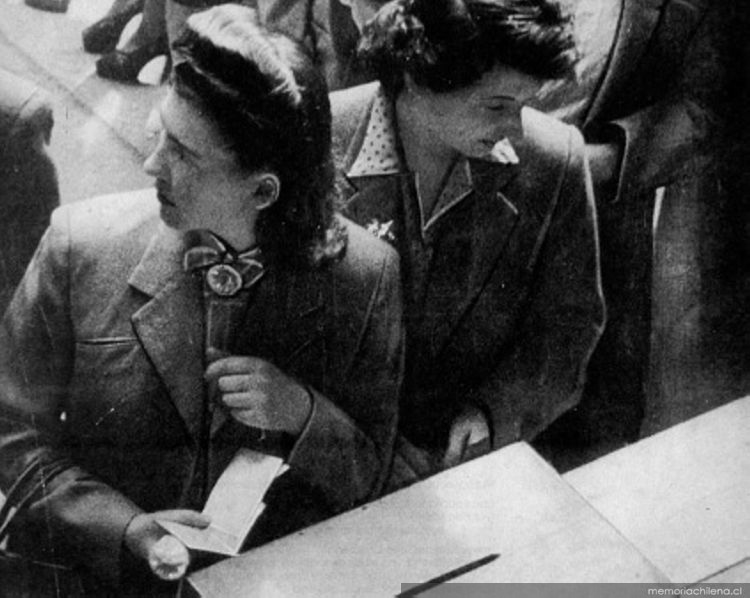
Mujeres votando en las elecciones municipales de 1945

En enero de 1934 se aprobó la Ley 5.357 que concedió el voto femenino solo para las elecciones municipales, en parte gracias a la influencia de la Unión Femenina de Chile. La norma debutó en los comicios de 1935.
El 15 de enero de 1934 el presidente Arturo Alessandri Palma promulga la Ley N°5357 que permite a las mujeres participar en las elecciones municipales:

Art. 19.- Tienen derecho a inscribirse en el Registro Municipal:
     a) Las mujeres de nacionalidad chilena, mayores de 21 años, que sepan leer y escribir y residan en la comuna correspondiente; y
     b) Los extranjeros, varones y mujeres mayores de 21 años, con más de cinco años consecutivos de residencia en el país, que sepan leer y escribir y que residan en la comuna correspondiente.
Ley N°5357

En la misma ley permite que las mujeres puedan ser candidatas:

Art. 56.- Para poder ser elegido Regidor, se requiere.
     a) Ser chileno;
    b) Tener los requisitos necesarios para inscribirse en los Registros Electorales Municipales;
    c) Tener residencia en la comuna por más de un año;

     Las mujeres podrán también ser elegidas.
Ley N°5357

La primera elección municipal en el que participaron fue la del año 1935. En esta primera elección municipal se inscribieron 76.049 de las 850.000 potenciales electoras. Se presentaron 98 candidatas y ocuparon el 2% de los cargos.

## Primera propuesta de ley de sufragio universal

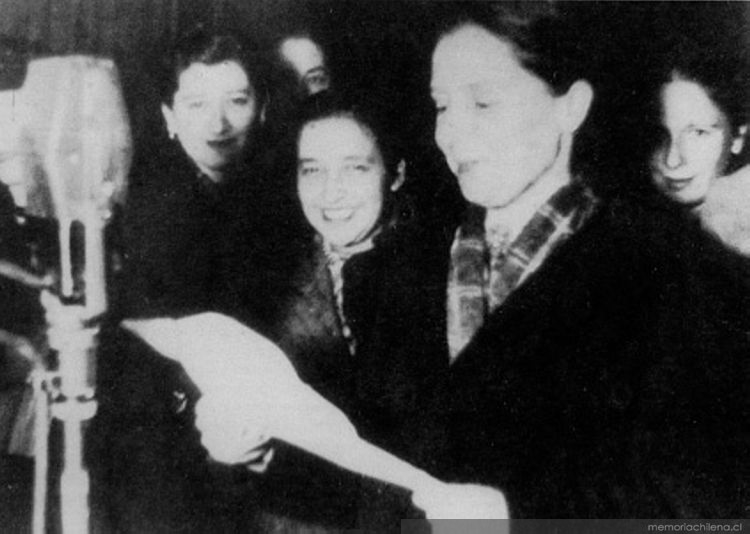
Elena Caffarena fue una de las redactoras de la primera propuesta de Sufragio Universal en Chile

En el año 1941 el MEMCH propone un proyecto de Ley de Sufragio Universal, redactado por Elena Caffarena (en calidad de jurista) y Flor Heredia (estudiante de leyes), contando con el apoyo del Presidente Pedro Aguirre Cerda. Fue enviado al Congreso, pero no llega a ser promulgado por el prematuro fallecimiento del Presidente. Este hecho estanca el proyecto de ley.

## Propuesta de la FECHIF
El proyecto retoma fuerza en 1944, año en el cual se realizó el Primer Congreso Nacional de Mujeres en Santiago que dio origen a la Federación Chilena de Instituciones Femeninas, (FECHIF), organismo dedicado a sistematizar las demandas en contra de cualquier discriminación hacia la mujer, que  representaba el 51% del electorado potencial.
Las estrategias para obtener el derecho a voto se centraron en la presión a los parlamentarios, mediante la fuerza de la articulación lograda entre las distintas organizaciones de mujeres, convencidas de tener los argumentos necesarios para obtener los derechos políticos.
La FECHIF y el Primer Congreso Nacional de Mujeres ejercieron influencia en el desarrollo de propuestas y presión a los diputados y senadores con el propósito de agilizar el proceso de promulgación de la ley de voto femenino. Estos movimientos también recibieron apoyo por parte de políticos de distintos partidos. En 1945 un conjunto de senadores de diversos partidos que presentaron el proyecto de ley de voto femenino. Entre los que firmaron se destacan las figuras de Arturo Alessandri, Marmaduque Grove, Salvador Allende y Horacio Walker.
La agilización del proceso fue influenciado por las manifestaciones hechas por mujeres que querían ejercer su derecho a voto, pero también como parte de las medidas del gobierno de González Videla para apaciguar a un amplio sector de la población resentida por la ilegalización del partido comunista.
En 1946, el FECHIF se ve fuertemente debilitado por la llegada del radical Gabriel González Videla a la presidencia. Las tensiones provocadas por la Guerra Fría y la posición anticomunista que tomó el nuevo presidente, produjo un gran quiebre en el FECHIF, al votar las delegadas del partido Radical, sin que existiese mayoría absoluta y sin estar presente el MEMCH, por la expulsión de las militantes del Partido Comunista. Sin las comunistas presentes en la Federación, el MEMCH decidió retirarse de la misma al desaprobar la expulsión arbitraria de las militantes.
Por lo tanto, el proyecto de ley del FECHIF no es el proyecto de ley original propuesto por el MEMCH.

## Ley N° 9292
Finalmente, el 8 de enero de 1949, el presidente Gabriel González Videla concede la plenitud de derechos políticos de la mujer chilena participando por primera vez en la Elección presidencial de 1952, pero negando la ciudadanía y la posibilidad de voto a las que fueran consideradas de ideología izquierdista-marxista.
El 8 de enero de 1949 el presidente Gabriel González Videla promulga la Ley N°9292 que permite a las mujeres participar en las elecciones presidenciales y parlamentarias, separando el Registro en el Registro Electoral de Varones y el Registro Electoral de Mujeres:

Art. 1
Inciso 9. En el artículo 14, agrégase como segundo inciso el siguiente:
     "El Registro Electoral, destinado para las elecciones de Presidente de la República y de Senadores y Diputados, se dividirá en "Registro Electoral de Varones" y "Registro Electoral de Mujeres", y estos Registros, complementados con el "Registro Municipal de Extranjeros", servirán para las elecciones de Municipales".
Ley N° 9292

Dentro de los noventa días siguientes a la promulgación de la ley, el director del Registro Electoral borra el registro aquellos impedidos, de ambos sexos, por la Ley N°8987, conocida como la Ley Maldita:

Art. 3.-  El Registro Municipal de Mujeres y Extranjeros formado durante el período de inscripción electoral extraordinaria, iniciado a contar desde el 1.o de Enero de 1946, tendrá el valor del "Registro Electoral de Mujeres", creado en esta ley. Con este objeto el Director del Registro Electoral, dentro de los 90 días siguientes a la vigencia de la presente ley, procederá a eliminar del Registro Municipal, cancelando sus respectivas inscripciones, a los extranjeros, hombres y mujeres, que figuren inscritos en dichos Registros, y comunicará esas cancelaciones a los Conservadores de Bienes Raíces que corresponda, a fin de que, a su vez, practiquen iguales eliminaciones en los ejemplares del Registro Municipal a su cargo. Al mismo tiempo ordenará la publicación de la nómina de las inscripciones canceladas, en un diario de la capital y en un diario o periódico de la cabecera del departamento correspondiente, y comunicará esas cancelaciones, por oficio, a cada una de las personas eliminadas del Registro Municipal. Cumplidas todas estas eliminaciones, dicho Registro Municipal será caratulado "Registro Electoral de Mujeres".
Ley N° 9292

A diferencia de los otros artículos, las modificaciones para el voto femenino rige ciento veinte días después de su proclamación:

Artículo final. La presente ley comenzará a regir desde la fecha de su publicación en el Diario Oficial, salvo en lo referente al ejercicio de voto político de la mujer, en que regirá ciento veinte días después de dicha publicación.
Ley N° 9292

La primera elección parlamentaria en que pudieron votar mujeres fue la elección extraordinaria de un senador por las provincias de O'Higgins y Colchagua, realizada el 26 de junio de 1949. A partir de entonces, su participación en los procesos electorales se fue ampliando progresivamente hasta llegar a la paridad con los votantes masculinos en 1970.

## Polémica por la cancelación de los Registros Electorales
Fueron borrados del registro electoral los militantes comunistas, así como las personas sospechosas de participar en dicha organización por la Ley de Defensa Permanente de la Democracia, o más conocida como «Ley Maldita».
Elena Caffarena, figura destacada de la reivindicación de la mujer, quien no fue invitada a la ceremonia que tuvo por motivo la celebración de la Ley de Sufragio Femenino y tres días después del acontecimiento, el gobierno le suspendió sus derechos civiles. Se la acusó de ser comunista e instigar la sedición. Acto arbitrario ya que jamás adhirió a un partido, aunque su simpatía se dirigía hacia la izquierda. 
Durante esos días, la abogada decidió poner todos sus conocimientos al servicio de todos aquellos que estaban siendo perseguidos por aquella ley, que sería derogada en 1958 en el contexto de elecciones presidenciales.